# Раджабов, Али Бала Алекперович
Али Бала Алекперович Раджабов (азерб. Əlibala Ələkbəroviç Rəcəbov; 22 марта 1879, Баку — 14 января 1953, там же) — советский азербайджанский капитан дальнего плавания, Герой Труда (1936).

## Биография
Родился 22 марта 1879 года в семье моряка в городе Баку.
Окончил Бакинское училище дальнего плавания (1904).
Начал трудовую деятельность в 1895 году матросом. Али Бала Раджабов тщательно изучал корабль, узнавал секреты у более опытных моряков. Окончив училище, стал дипломированным специалистом, и до 1922 года трудился капитаном на различных суднах, перевозил грузы из Азербайджана в Персию. 
С 1922 года — капитан Каспийского морского пароходства. В 1927—1935 годах на судостроительном заводе «Красное Сормово» для Каспийского морского пароходства ,было построено 11 танкеров, грузоподъёмность каждого составляла 9500 тон, что стало рекордным для этого пароходства; однако для вождения этого судна необходимы были высококвалифицированные специалисты. В 1930 году Раджабов назначен капитаном одного из произведенных на «Красном Сормово» танкеров — танкера «Агамали оглы». Проработав на этом танкере капитаном в течение 12 лет, Раджабов достиг высоких результатов. Капитан предложил применение на танкере метода наполнения танкера с помощью четырех труб, стал инициатором скоростной загрузки танкера для увеличения количества времени на поездки. В 1932 году Раджабов, тщательно изучив все возможности своего корабля, одним из первых в республике, предложил увеличить грузоподъемность судов, а с 1940 года начал совместную работу с инженерами по воплощению своей идеи в жизнь. Для вычисления предела выносливости своего корабля, капитану необходимо было сначала вычислить габариты Каспийских волн; для вычисления Али Бала Раджабов использовал множество научной литературы, изучил множество исследований, в результате чего создал новый метод вычисления габаритов волн. 
В период Великой Отечественной войны фронт нуждался в большом количестве бензина, необходимой для работы военного транспорта. Али Бала Раджабов и команда его судна поставила перед собой цель — используя всю мощность своего корабля, перевезти государству как можно больше горючего. Только за 7 месяцев 1942 года команда, используя мощность своего судна на полную, перевезла в Астрахань 8000 тонн горючего сверх плана. В 1943 году, танкер, перевозя рекордные 10000 тонн бензина в Астрахань, подвергаются атаке немецко-фашистской авиации. Полностью заполнив вторую баржу бензином, но не полностью выгрузив все горючее, капитан Раджабов принял решение маневрировать. Быстрые и точные движения судна на короткое время отвлекают авиацию, однако в результате повторного авианалёта, капитан был тяжело ранен и контужен, а управление кораблем взял помощник. Корабль был спасен, а топливо выгружено позже. 
В 1945—1947 годах — капитан танкера Каспийского морского пароходства. В 1947 году вышел на пенсию по состоянию здоровья.
Награжден почетными грамотами Верховных Советов Азербайджанской ССР и СССР, званием «Почётный работник Каспийского Морского Пароходства».
Скончался 14 января 1953 года.